# 3 mai dans les chemins de fer
3 avril 3 juin
Chronologies thématiques
- Croisades
- Sports
- Disney

Cette page concerne les événements qui se sont déroulés un 3 mai dans les chemins de fer.

## Événements

### XIXesiècle
- 1843 : en France, ouverture de la ligne Paris - Rouen (gare de Rouen Rive-Gauche-Saint-Sever).
- 1884 : en France, ouverture des sections Banassac-Mende et Le Monastier-Marvejols du chemin de fer Séverac le Château-Mende-Marvejols. (compagnie du Midi)

### XXesiècle
- 1962 : au Japon, à Tokyo, près de la gare de Mikawashima, trois trains (un de marchandise et deux de passagers) entrent en collision et déraillent, entraînant un bilan de 160 morts.

- 1980 : en France, ouverture du prolongement de la ligne 13 du métro de Paris entre la Porte de Clichy et Gabriel Péri.